# Polymona inaffinis
Polymona inaffinis är en fjärilsart som beskrevs av Erich Martin Hering 1926. Polymona inaffinis ingår i släktet Polymona och familjen tofsspinnare. Inga underarter finns listade i Catalogue of Life.